# كيم سيونغ أون
كيم سيونغ أون (مواليد 10 يونيو 1943) هو ملاكم كوري جنوبي، مثّل بلاده في الألعاب الأولمبية الصيفية 1968.

## روابط خارجية
كيم سيونغ أون على موقع أوليمبيديا (الإنجليزية)